# Шуховская башня (Краснодар)
Шу́ховская ба́шня в Краснода́ре — стальная ажурная гиперболоидная конструкция, сетчатая водонапорная башня, построенная в 1935 году по проекту В. Г. Шухова. Конструкция находится в Краснодаре у здания Краснодарского государственного цирка на пересечении улиц В. Головатого и Рашпилевской.

## История
В. Г. Шухов изобрёл способ устройства сетчатых гиперболоидных башен (патент Российской империи № 1896 от 12 марта 1899 г., заявлен 11 января 1896 года). Первая в мире гиперболоидная башня была построена Шуховым на Всероссийской художественно-промышленной выставке в Нижнем Новгороде в 1896 году. Принцип устройства гиперболоидных башен В. Г. Шухов использовал в сотнях сооружений: водонапорных башнях, опорах линий электропередач, мачтах военных кораблей. Новые гиперболоидные башни, соответствующие патенту В. Г. Шухова, в настоящее время построены в Японии (Kobe Port Tower), Швейцарии (Цюрих) и Испании (аэропорт Барселоны).
После революции 1917 года и гражданской войны, когда не хватало средств и строительных материалов, эти экономичные конструкции очень пригодились. При новой власти появилась радиовышка на Шаболовке, башни в Петушках и на Оке, а в июне 1929 года газета «Красное знамя» написала: «Между Водэлтрамом и Машинотрестом заключён договор на постройку железной водонапорной башни системы инженера В. Г. Шухова». Строительство началось примерно в 1929 и в ноябре 1935 года башню ввели в эксплуатацию одновременно с линией городского водопровода.
В 1942 году администрация завода «Октябрь» обратилась к председателю городского комитета обороны с просьбой демонтировать башню Шухова. В ходатайстве завода сообщалось: «Эта башня высоко возвышается над близлежащими строениями <…> и поэтому является отличным ориентиром для вражеской авиации…». В резолюции на документе нет сведений о принятом решении.
Решением исполнительного комитета Краснодарского краевого Совета народных депутатов «О мерах по дальнейшему улучшению охраны, содержания и использования памятников истории и культуры в Краснодарском крае» № 759 от 15.11.1977 водонапорная башня была включена в список памятников истории и культуры.
С введением в строй новых водопроводных линий водонапорная башня утратила свою функцию, и в период распада СССР ржавый водный резервуар был снят с башни. В 1990-е годы на неё установили рекламные щиты. Располагавшийся рядом с башней завод «Октябрь» был полностью снесён в середине 2000-х годов, и на его месте началось строительство торгово-развлекательного комплекса «Галерея Краснодар». Первая очередь торгового центра была открыта в ноябре 2008 г. на противоположной от башни стороне улицы, вторая очередь — 28 декабря 2013 года, тем самым закрыв вид на башню с трёх сторон. Обзор на неё теперь доступен только со стороны цирка.

## Конструкция
Конструкция сетчатого ствола имеет форму однополостного гиперболоида. Она состоит из двух встречно направленных взаимно пересекающихся прямолинейных наклонных ветвей по 25 шт. в направлениях правой и левой винтовых линий. Все 50 ветвей изготовлены из равнобоких уголков 125×16 мм, скреплённых по высоте горизонтальными кольцами уголков 100×10 мм и швеллеров № 10 в среднем через 1,4 м по высоте.
Примерно через каждые 4,5 м кольца усилены решетчатой системой равнобоких уголков 100×10 мм в виде двух взаимно перевёрнутых пятиугольников, образующих горизонтальные диафрагмы жесткости в форме правильной десятиконечной звезды.
Все стержни ствола соединены между собой заклёпками диаметром 16 мм через листовые накладки. Такими же заклёпками прикреплены соединительные детали из уголков, связывающие ветви с кольцами. Верхняя часть башни заканчивается пространственной подкосной системой и горизонтальными радиально расположенными балками из двутавров № 33 в количестве 25 штук, служившими для распределения нагрузки от водонапорного резервуара на ствол башни.
Ветви ствола башни опираются на стальное кольцо из двух уголков, уложенное на кольцевой бутовый фундамент и закреплённое в его теле анкерами. Диаметр фундамента по оси кольца равен 14,2 м.
Лестница в центре башни для подъёма на верхнюю площадку винтовая стальная. Она устроена по спиральным тетивам из листовой стали. Ступени изготовлены из рифлёного листа, подкреплёнными уголками на заклёпках.